# Черевко, Кирилл Евгеньевич
Кирилл Евгеньевич Черевко (16 июля 1933, Одесса — 27 октября 2020, Москва) — советский и российский японист, историк и международник, специалист по советско- и российско-японским отношениям, в частности войнам. Также литературный переводчик, поэт и прозаик. Доктор исторических наук (1992), доктор филологических наук (2005). Ведущий научный сотрудник Института российской истории РАН (до декабря 2017 года). Член Союза писателей СССР.

## Биография
Вскоре после рождения вместе с родителями переехал в Москву. В 1951 году окончил школу № 150 Ленинградского района Москвы.
Учился в Институте востоковедения (1951—1954) и МГИМО (1954—1957), в аспирантуре Института востоковедения АН СССР.
Уже в студенческие годы занялся исследованием проблем теории японской ономатопоэтики, в связи с чем отмечался грамотой Министерства высшего образования СССР (1955).
В 1964 году защитил кандидатскую диссертацию «Наречия в современном японском языке», в 1992 году докторскую по истории — «Территориально-пограничные вопросы в отношениях России и СССР с Японией», в 2004 году докторскую по филологии — «„Кодзики“ („Запись о делах древности“), VIII в., и становление японского письменно-литературного языка».
В 1956 году стал одним из учредителей общества «СССР — Япония», в деятельности которого принимал активное участие.
В 1965—1970 годах работал дипломатическим сотрудником посольства СССР в Японии, а также переводчиком послов В. М. Виноградова и О. А. Трояновского.
За работу в посольстве награждался грамотой МИД СССР (1967).
В 1998 году приглашался в Словению в качестве профессора Люблянского университета.
Член общественной организации «Международная академия информатизации» (1996). Академик РАЕН (2011).
Умер 27 октября 2020 года. Прах захоронен на Митинском кладбище.

## Сочинения

### Научные
- Зарождение русско-японских отношений XVII—XIX века / РАН, Ин-т российской истории. — М.: Наука, 1999. — 255, [1] с.
- Звуко- и образоподражательные слова в японском языке и их роль в происхождении языка: Учебное пособие / Дипломат. акад. МИД России, Ин-т актуал. междунар. проблем. — М.: Науч. кн., 2003. — 219 с.: ил., табл.
- «Кодзики» («Запись о деяниях древности») VIII в. и становление японского этноса, его языка и письменности: Учебное пособие / Дипломат. акад. МИД России. Ин-т актуал. междунар. проблем. — М.: Изд-во Науч. кн., 2003. — 335 с. : ил., табл.
- Серп и молот против самурайского меча. — М.: Вече, 2003. — 347, [1] с., [8] л. ил., портр., факс.: ил. — (Военные тайны XX века) — ISBN 5-94538-328-7
- Русско-японская война 1904—1905 гг. в документах внешнеполитического ведомства России: Факты и комментарии / Авт.-сост. В. В. Глушков, К. Е. Черевко; Ин-т рос. истории. — М.: ИДЭЛ, 2006. — 575, [1] с.
- Россия на рубежах Японии, Китая и США: (2-я половина XVII — начало XXI века). — М.: Ин-т русской цивилизации, 2010. — 682, [2] с. : ил., табл. — (Исследования русской цивилизации). — ISBN 978-5-902725-52-7

### Художественные
- Мори К. Мост Коропоккуру: Повесть / Пер. с яп. [Б. Бейко и К. Черевко]; [Ил.: Б. Пашкова]. — М.: Детгиз, 1963. — 144 с.: ил.
- По одному шедевру от ста поэтов: Старинный сборник японской поэзии, VII—XIII в. / [Предисл., пер. со старояп. и коммент. К. Е. Черевко; Под ред. В. П. Мазурика; Послесл. В. П. Мазурика]. — М.: Известия; Путь России, 2000. — 219, [4] с.: ил.
- Фосфорическая луна: Стихи. Переводы с японского. — М.: БАРС, 2002. — 200 с.